# AVC Challenge Cup femminile 2023
L'AVC Challenge Cup femminile 2023 si è svolta dal 18 al 25 giugno 2023 a Gresik, in Indonesia: al torneo hanno partecipato undici squadre nazionali asiatiche e oceaniane e la vittoria finale è andata per la prima volta al Vietnam.

## Impianti
|                                                                                   |  |  |
|                                                                                   |  |  |
| Palazzetto dello sport Tridharma Città: Gresik Capienza: 4 000 Anno d'apertura: - |  |  |

### Formula
La formula ha previsto:
- Prima fase, disputata con gironi all'italiana: le prime due classificate di ogni girone hanno acceduto alla seconda fase, mentre l'ultima classificata del girone A, B e D hanno acceduto al girone per il nono posto.
- Seconda fase, disputata con gironi all'italiana (conservando il risultato dello scontro diretto): le prime due classificate di ogni girone hanno acceduto alla fase finale per il primo posto, mentre le ultime due classificate di ogni girone hanno acceduto alla fase finale per il quinto posto.
- Fase finale, disputata con:
  - Fase finale per il primo posto, giocata con semifinali, finale per il terzo posto e finale, giocate con gara unica.
  - Fase finale per il quinto posto, giocata con semifinali, finale per il settimo posto e finale per il quinto posto, giocate con gara unica.
  - Girone nono posto, giocato con un girone all'italiana.

### Criteri di classifica
Se il risultato finale è stato di 3-0 o 3-1 sono stati assegnati 3 punti alla squadra vincente e 0 a quella sconfitta, se il risultato finale è stato di 3-2 sono stati assegnati 2 punti alla squadra vincente e 1 a quella sconfitta.
L'ordine del posizionamento in classifica è stato definito in base a:
- Numero di partite vinte;
- Punti;
- Ratio dei set vinti/persi;
- Ratio dei punti realizzati/subiti;
- Risultati degli scontri diretti.

## Squadre partecipanti
| Squadra       | Qualificazione       | Ultima partecipazione |
| ------------- | -------------------- | --------------------- |
| Australia     | 1ª nel ranking OZVA  | Debutto               |
| Filippine     | 1ª nel ranking SEAVA | Debutto               |
| Hong Kong     | 2ª nel ranking EAZVA | Thailandia 2022       |
| India         | 1ª nel ranking CAVA  | Thailandia 2022       |
| Indonesia     | Paese organizzatore  | Debutto               |
| Iran          | 2ª nel ranking CAVA  | Debutto               |
| Kazakistan    | 3ª nel ranking CAVA  | Debutto               |
| Macao         | 3ª nel ranking EAZVA | Debutto               |
| Mongolia      | 4ª nel ranking EAZVA | Debutto               |
| Taipei cinese | 1ª nel ranking EAZVA | Debutto               |
| Uzbekistan    | 4ª nel ranking CAVA  | Thailandia 2022       |
| Vietnam       | 2ª nel ranking SEAVA | Debutto               |

## Torneo

### Prima fase
| Girone A  | Girone B      | Girone C  | Girone D   |
| --------- | ------------- | --------- | ---------- |
| Filippine | Hong Kong     | Australia | Mongolia   |
| Indonesia | Iran          | India     | Uzbekistan |
| Macao     | Taipei cinese | -         | Vietnam    |

#### Girone A

##### Risultati
| 18 giugno 2023 Palazzetto dello sport Tridharma, Gresik Durata: 1h:06 - Spettatori: 500   | Macao     | 0 - 3 | Indonesia | 7-25, 18-25, 8-25   |
| 19 giugno 2023 Palazzetto dello sport Tridharma, Gresik Durata: 1h:09 - Spettatori: 150   | Filippine | 3 - 0 | Macao     | 25-14, 25-12, 25-9  |
| 20 giugno 2023 Palazzetto dello sport Tridharma, Gresik Durata: 1h:26 - Spettatori: 2 000 | Indonesia | 3 - 0 | Filippine | 25-17, 25-20, 25-10 |

##### Classifica
| Pos. | Squadra   | Pt | G | V | P | SV | SP | Ratio | PF  | PS  | Ratio |
| ---- | --------- | -- | - | - | - | -- | -- | ----- | --- | --- | ----- |
| 1.   | Indonesia | 6  | 2 | 2 | 0 | 6  | 0  | MAX   | 150 | 80  | 1,875 |
| 2.   | Filippine | 3  | 2 | 1 | 1 | 3  | 3  | 1,000 | 122 | 110 | 1,109 |
| 3.   | Macao     | 0  | 2 | 0 | 2 | 0  | 6  | 0,000 | 68  | 150 | 0,453 |

      Qualificata alla seconda fase.
      Qualificata al girone nono posto.

#### Girone B

##### Risultati
| 18 giugno 2023 Palazzetto dello sport Tridharma, Gresik Durata: 1h:19 - Spettatori: 200 | Hong Kong     | 0 - 3 | Taipei cinese | 14-25, 20-25, 18-25       |
| 19 giugno 2023 Palazzetto dello sport Tridharma, Gresik Durata: 2h:20 - Spettatori: 150 | Iran          | 3 - 2 | Hong Kong     | 25-20, 25-17, 19-25, 15-8 |
| 20 giugno 2023 Palazzetto dello sport Tridharma, Gresik Durata: 1h:20 - Spettatori: 150 | Taipei cinese | 3 - 0 | Iran          | 25-18, 25-16, 25-13       |

##### Classifica
| Pos. | Squadra       | Pt | G | V | P | SV | SP | Ratio | PF  | PS  | Ratio |
| ---- | ------------- | -- | - | - | - | -- | -- | ----- | --- | --- | ----- |
| 1.   | Taipei cinese | 6  | 2 | 2 | 0 | 6  | 0  | MAX   | 150 | 99  | 1,515 |
| 2.   | Iran          | 2  | 2 | 1 | 1 | 3  | 5  | 0,600 | 153 | 170 | 0,900 |
| 3.   | Hong Kong     | 1  | 2 | 0 | 2 | 2  | 6  | 0,333 | 147 | 181 | 0,812 |

      Qualificata alla seconda fase.
      Qualificata al girone nono posto.

#### Girone C

##### Risultati
| 18 giugno 2023 Palazzetto dello sport Tridharma, Gresik Durata: 1h:44 - Spettatori: 350 | Australia | 1 - 3 | India | 25-13, 16-25, 22-25, 14-25 |

##### Classifica
| Pos. | Squadra   | Pt | G | V | P | SV | SP | Ratio | PF | PS | Ratio |
| ---- | --------- | -- | - | - | - | -- | -- | ----- | -- | -- | ----- |
| 1.   | India     |    | 1 | 1 | 0 | 3  | 1  | 3,000 | 88 | 77 | 1,143 |
| 2.   | Australia |    | 1 | 0 | 1 | 1  | 3  | 0,333 | 77 | 88 | 0,875 |

      Qualificata alla seconda fase.

#### Girone D

##### Risultati
| 18 giugno 2023 Palazzetto dello sport Tridharma, Gresik Durata: 1h:09 - Spettatori: 200   | Vietnam    | 3 - 0 | Mongolia   | 25-12, 25-17, 25-12               |
| 19 giugno 2023 Palazzetto dello sport Tridharma, Gresik Durata: 1h:06 - Spettatori: 100   | Uzbekistan | 0 - 3 | Vietnam    | 11-25, 6-25, 18-25                |
| 20 giugno 2023 Palazzetto dello sport Tridharma, Gresik Durata: 2h:18 - Spettatori: 1 500 | Mongolia   | 2 - 3 | Uzbekistan | 20-25, 25-14, 25-15, 16-25, 10-15 |

##### Classifica
| Pos. | Squadra    | Pt | G | V | P | SV | SP | Ratio | PF  | PS  | Ratio |
| ---- | ---------- | -- | - | - | - | -- | -- | ----- | --- | --- | ----- |
| 1.   | Vietnam    | 6  | 2 | 2 | 0 | 6  | 0  | MAX   | 150 | 76  | 1,974 |
| 2.   | Uzbekistan | 2  | 2 | 1 | 1 | 3  | 5  | 0,600 | 129 | 171 | 0,754 |
| 3.   | Mongolia   | 1  | 2 | 0 | 2 | 2  | 6  | 0,333 | 137 | 169 | 0,811 |

      Qualificata alla seconda fase.
      Qualificata al girone nono posto.

### Seconda fase
| Girone E  | Girone F      |
| --------- | ------------- |
| Australia | Iran          |
| Filippine | Taipei cinese |
| India     | Uzbekistan    |
| Indonesia | Vietnam       |

#### Girone E

##### Risultati
| 21 giugno 2023 Palazzetto dello sport Tridharma, Gresik Durata: 2h:29 - Spettatori: 1 000 | Filippine | 3 - 2 | India     | 25-22, 26-28, 11-25, 29-27, 18-16 |
| 21 giugno 2023 Palazzetto dello sport Tridharma, Gresik Durata: 1h:21 - Spettatori: 2 000 | Indonesia | 3 - 0 | Australia | 25-13, 25-17, 25-16               |
| 23 giugno 2023 Palazzetto dello sport Tridharma, Gresik Durata: 1h:51 - Spettatori: 1 000 | Filippine | 1 - 3 | Australia | 18-25, 22-25, 25-21, 20-25        |
| 23 giugno 2023 Palazzetto dello sport Tridharma, Gresik Durata: 1h:17 - Spettatori: 2 500 | Indonesia | 3 - 0 | India     | 25-21, 25-15, 25-16               |

##### Classifica
| Pos. | Squadra   | Pt | G | V | P | SV | SP | Ratio | PF  | PS  | Ratio |
| ---- | --------- | -- | - | - | - | -- | -- | ----- | --- | --- | ----- |
| 1.   | Indonesia | 9  | 3 | 3 | 0 | 9  | 0  | MAX   | 225 | 145 | 1,552 |
| 2.   | India     | 4  | 3 | 1 | 2 | 5  | 7  | 0,714 | 258 | 261 | 0,989 |
| 3.   | Australia | 3  | 3 | 1 | 2 | 4  | 7  | 0,571 | 219 | 248 | 0,883 |
| 4.   | Filippine | 2  | 3 | 1 | 2 | 4  | 8  | 0,500 | 241 | 289 | 0,834 |

      Qualificata alla fase finale per il primo posto.
      Qualificata alla fase finale per il quinto posto.

#### Girone F

##### Risultati
| 21 giugno 2023 Palazzetto dello sport Tridharma, Gresik Durata: 1h:16 - Spettatori: 100 | Iran          | 0 - 3 | Vietnam    | 10-25, 9-25, 18-25  |
| 21 giugno 2023 Palazzetto dello sport Tridharma, Gresik Durata: 1h:03 - Spettatori: 100 | Taipei cinese | 3 - 0 | Uzbekistan | 25-7, 25-16, 25-16  |
| 23 giugno 2023 Palazzetto dello sport Tridharma, Gresik Durata: 1h:17 - Spettatori: 100 | Iran          | 3 - 0 | Uzbekistan | 25-18, 25-17, 25-18 |
| 23 giugno 2023 Palazzetto dello sport Tridharma, Gresik Durata: 1h:19 - Spettatori: 200 | Taipei cinese | 0 - 3 | Vietnam    | 20-25, 17-25, 19-25 |

##### Classifica
| Pos. | Squadra       | Pt | G | V | P | SV | SP | Ratio | PF  | PS  | Ratio |
| ---- | ------------- | -- | - | - | - | -- | -- | ----- | --- | --- | ----- |
| 1.   | Vietnam       | 9  | 3 | 3 | 0 | 9  | 0  | MAX   | 225 | 128 | 1,758 |
| 2.   | Taipei cinese | 6  | 3 | 2 | 1 | 6  | 3  | 2,000 | 206 | 161 | 1,280 |
| 3.   | Iran          | 3  | 3 | 1 | 2 | 3  | 6  | 0,500 | 159 | 203 | 0,783 |
| 4.   | Uzbekistan    | 0  | 3 | 0 | 3 | 0  | 9  | 0,000 | 127 | 225 | 0,564 |

      Qualificata alla fase finale per il primo posto.
      Qualificata alla fase finale per il quinto posto.

### Fase finale

#### Finale 1º e 3º posto
|  | Semifinali | Semifinali    | Semifinali |         |    | Finale          | Finale          | Finale          |  |
|  |            |               |            |         |    |                 |                 |                 |  |
|  | 1E         | Indonesia     | 3          |         |    |                 |                 |                 |  |
|  | 1E         | Indonesia     | 3          |         |    |                 |                 |                 |  |
|  | 2F         | Taipei cinese | 2          |         |    |                 |                 |                 |  |
|  | 2F         | Taipei cinese | 2          |         | 1E | Indonesia       | 2               |                 |  |
|  |            |               |            |         | 1E | Indonesia       | 2               |                 |  |
|  |            |               | 1F         | Vietnam | 3  |                 |                 |                 |  |
|  | 2E         | India         | 1F         | Vietnam | 3  | 0               |                 |                 |  |
|  | 2E         | India         |            |         |    | 0               |                 |                 |  |
|  | 1F         | Vietnam       | 3          |         |    | Finale 3º posto | Finale 3º posto | Finale 3º posto |  |
|  | 1F         | Vietnam       | 3          |         |    |                 |                 |                 |  |
|  |            |               |            |         |    |                 |                 |                 |  |
|  |            |               |            |         |    | 2F              | Taipei cinese   | 3               |  |
|  |            |               |            |         |    | 2F              | Taipei cinese   | 3               |  |
|  |            |               |            |         |    | 2E              | India           | 0               |  |

##### Semifinali
| 24 giugno 2023 Palazzetto dello sport Tridharma, Gresik Durata: 2h:37 - Spettatori: 3 000 | Indonesia | 3 - 2 | Taipei cinese | 22-25, 26-24, 22-25, 25-20, 15-12 |
| 24 giugno 2023 Palazzetto dello sport Tridharma, Gresik Durata: 1h:17 - Spettatori: 300   | India     | 0 - 3 | Vietnam       | 17-25, 18-25, 21-25               |

##### Finale 3º posto
| 25 giugno 2023 Palazzetto dello sport Tridharma, Gresik Durata: 0h:43 - Spettatori: 2 000 | Taipei cinese | 3 - 0 | India | 25-13, 25-15, 25-18 |

##### Finale
| 25 giugno 2023 Palazzetto dello sport Tridharma, Gresik Durata: 2h:27 - Spettatori: 4 000 | Indonesia | 2 - 3 | Vietnam | 18-25, 27-25, 25-21, 20-25, 13-15 |

#### Finale 5º e 7º posto
|  | Semifinali | Semifinali | Semifinali |      |    | Finale 5º posto | Finale 5º posto | Finale 5º posto |  |
|  |            |            |            |      |    |                 |                 |                 |  |
|  | 3E         | Australia  | 3          |      |    |                 |                 |                 |  |
|  | 3E         | Australia  | 3          |      |    |                 |                 |                 |  |
|  | 4F         | Uzbekistan | 1          |      |    |                 |                 |                 |  |
|  | 4F         | Uzbekistan | 1          |      | 3E | Australia       | 1               |                 |  |
|  |            |            |            |      | 3E | Australia       | 1               |                 |  |
|  |            |            | 3F         | Iran | 3  |                 |                 |                 |  |
|  | 4E         | Filippine  | 3F         | Iran | 3  | 0               |                 |                 |  |
|  | 4E         | Filippine  |            |      |    | 0               |                 |                 |  |
|  | 3F         | Iran       | 3          |      |    | Finale 7º posto | Finale 7º posto | Finale 7º posto |  |
|  | 3F         | Iran       | 3          |      |    |                 |                 |                 |  |
|  |            |            |            |      |    |                 |                 |                 |  |
|  |            |            |            |      |    | 4F              | Uzbekistan      | 1               |  |
|  |            |            |            |      |    | 4F              | Uzbekistan      | 1               |  |
|  |            |            |            |      |    | 4E              | Filippine       | 3               |  |

##### Semifinali
| 24 giugno 2023 Palazzetto dello sport Tridharma, Gresik Durata: 1h:47 - Spettatori: 100 | Australia | 3 - 1 | Uzbekistan | 25-21, 17-25, 28-26, 25-19 |
| 24 giugno 2023 Palazzetto dello sport Tridharma, Gresik Durata: 1h:29 - Spettatori: 200 | Filippine | 0 - 3 | Iran       | 20-25, 13-25, 16-25        |

##### Finale 7º posto
| 25 giugno 2023 Palazzetto dello sport Tridharma, Gresik Durata: 1h:49 - Spettatori: 150 | Uzbekistan | 1 - 3 | Filippine | 14-25, 25-13, 18-25, 18-25 |

##### Finale 5º posto
| 25 giugno 2023 Palazzetto dello sport Tridharma, Gresik Durata: 1h:56 - Spettatori: 250 | Australia | 1 - 3 | Iran | 20-25, 25-19, 18-25, 20-25 |

#### Girone 9º posto

##### Risultati
| 21 giugno 2023 Palazzetto dello sport Tridharma, Gresik Durata: 2h:09 - Spettatori: 100 | Hong Kong | 3 - 2 | Mongolia  | 25-21, 25-14, 22-25, 22-25, 15-12 |
| 24 giugno 2023 Palazzetto dello sport Tridharma, Gresik Durata: 1h:05 - Spettatori: 100 | Mongolia  | 3 - 0 | Macao     | 25-9, 25-11, 25-14                |
| 25 giugno 2023 Palazzetto dello sport Tridharma, Gresik Durata: 1h:08 - Spettatori: 100 | Macao     | 0 - 3 | Hong Kong | 12-25, 12-25, 14-25               |

##### Classifica
| Pos. | Squadra   | Pt | G | V | P | SV | SP | Ratio | PF  | PS  | Ratio |
| ---- | --------- | -- | - | - | - | -- | -- | ----- | --- | --- | ----- |
| 1.   | Hong Kong | 5  | 2 | 2 | 0 | 6  | 2  | 3,000 | 184 | 135 | 1,363 |
| 2.   | Mongolia  | 4  | 2 | 1 | 1 | 5  | 3  | 1,667 | 172 | 143 | 1,203 |
| 3.   | Macao     | 0  | 2 | 0 | 2 | 0  | 6  | 0,000 | 72  | 150 | 0,480 |

## Classifica finale
| Pos | Squadra       | Rosa |
| --- | ------------- | --- |
|     | Vietnam       | Formazione: 3 Thị Thanh Thúy, 6 Thị Kim Liên, 8 Thị Nguyệt Anh, 9 Thị Bích Thủy, 11 Thị Kiều Trinh, 12 Khánh Đang, 14 Thị Kim Thoa, 15 Thị Trinh, 16 Thị Như Quỳnh, 17 Thị Xuân, 19 Thị Lâm Oanh, 20 Tú Linh, 22 Thị Luyến, 23 Thị Trà Giang, CT: Tuấn Kiệt |
|     | Indonesia     | Formazione: 1 Indahyani, 2 Wulandari, 3 Pertiwi, 4 Amelian, 5 Yoku, 7 Salsabila, 9 Budiarti, 10 Wulandhari, 11 Indriani, 14 Azizah, 15 Yuliana, 17 Nurfadhilah, 19 Putri, 21 Nurfadilla, CT: Suseno                                                         |
|     | Taipei cinese | Formazione: 1 Lai, 2 Chang, 5 Wu, 6 Chiu, 7 Lin S.h., 8 Chen J.m., 9 Kan, 10 Hsu, 11 Lin C.j., 12 Liao, 14 Lin C.y., 16 Chen T.y., 18 Hung, 19 Hu, CT: Chen Y.a.                                                                                            |
| 4   | India         | Formazione: 2 Raveendran, 3 Lata, 6 Soorya, 7 Kovat Shaji, 10 Nirmala, 11 Vala, 12 Johnson, 13 Kambrath Poyili, 14 Kandoth, 16 Rajendran Nair Sindhu, 17 Joseph, 18 Das, 19 Saravanan, 20 Narikunnil Salikumar, CT: Singh Chauhan                           |
| 5   | Iran          | Formazione: 1 Salamatgharamaleki, 2 Deris Mahmoudi, 4 Bagherpour, 7 Ashofteh, 9 Saeidi, 11 Kadkhoda, 12 Hashemi Seyedeh, 13 Shirtani, 14 Mohtashami, 15 Khalili Chermahini, 19 Karimi, 20 Fallah Kordkheili, 22 Amini, 88 Kiani, CT: Rashidi                |
| 6   | Australia     | Formazione: 1 Maland, 2 Heintzelman, 3 Stevens, 8 Milne, 10 Hogan, 11 Dodd, 12 Cox, 13 Zammit, 14 Whincup, 15 Jones, 16 E. Burton, 21 S. Burton, 23 Schabort, 25 Inskip, CT: Borgeaud                                                                       |
| 7   | Filippine     | Formazione: 1 Pineda, 2 Cheng, 4 Samonte, 5 Pelaga, 6 Cobb, 8 Maizo-Pontillas, 9 Doromal, 10 Madrigal, 11 Raagas, 12 Miner, 17 Nisperos, 19 Nogales, 23 Adorador, 24 Soyud, CT: de Brito                                                                    |
| 8   | Uzbekistan    | Formazione: 1 Askarova, 2 Tursunpulatova, 3 Toshkenboeva, 4 Sativoldieva, 5 N. Jamolova, 7 Olimova, 9 N. Jamolova, 10 Jalolova, 11 Kuchkorova, 12 Boymirzaeva, 13 Azimova, 14 Ismatova, CT: Kazakov                                                         |
| 9   | Hong Kong     | Formazione: 1 Cheung, 3 Fung, 8 Chim, 9 Lo, 11 Pang, 15 Yu, 16 Chan, 17 Chow, 19 To, 20 Ngai, 26 Ng, 30 Yim, 44 Lam, 45 Ho, 77 Lee, CT: Chuen |
| 10  | Mongolia      | Formazione: 1 Gan-Ochir, 3 Gantogtokh, 4 E. Ganbold, 8 Naranbaatar, 9 Lkhagwadorj, 10 Sumiyabeis, 11 Dashdavaa, 12 Dayandorj, 13 Enkhbold, 14 Sansarbold, 16 Bayaraa, 17 Jigjidkhorol, 21 T. Ganbold, 23 Bayarchuluun, CT: Narachata                        |
| 11  | Macao         | Formazione: 1 Chin, 2 Wong, 3 Leong, 4 Tou, 8 Lei, 12 Chao, 13 Cheong, 15 Lee, 16 Lam W.t., 18 Ho, 19 Ian, 21 Cheang, 22 N. Lam, 25 Chong, CT: Ng |

|  | Qualificata alla Volleyball Challenger Cup 2023 e all'AVC Challenge Cup 2024. |

|  |  |  | Qualificata all'AVC Challenge Cup 2024. |

## Premi individuali
| Premio                 | Nome                | Squadra       |
| ---------------------- | ------------------- | ------------- |
| MVP                    | Trần Thị Thanh Thúy | Vietnam       |
| Miglior palleggiatrice | Đoàn Thị Lâm Oanh   | Vietnam       |
| Miglior opposto        | Megawati Pertiwi    | Indonesia     |
| Miglior schiacciatrice | Trần Thị Thanh Thúy | Vietnam       |
| Miglior schiacciatrice | Wu Fang-yu          | Taipei cinese |
| Miglior centrale       | Đinh Thị Trà Giang  | Vietnam       |
| Miglior centrale       | Wilda Nurfadhilah   | Indonesia     |
| Miglior libero         | Yulis Indahyani     | Indonesia     |